# Villeneuve-sur-Fère
Villeneuve-sur-Fère is een gemeente in het Franse departement Aisne (regio Hauts-de-France) en telt 231 inwoners (1999). De plaats maakt deel uit van het arrondissement Château-Thierry.

## Geografie
De oppervlakte van Villeneuve-sur-Fère bedraagt 10,4 km², de bevolkingsdichtheid is 22,2 inwoners per km².
De onderstaande kaart toont de ligging van Villeneuve-sur-Fère met de belangrijkste infrastructuur en aangrenzende gemeenten.

## Demografie
Onderstaande figuur toont het verloop van het inwonertal (bron: INSEE-tellingen).
Vanwege een beveiligingsprobleem met de MediaWiki Graph-software is het momenteel niet mogelijk deze grafiek weer te geven. Zodra de software is bijgewerkt zal de grafiek vanzelf weer zichtbaar worden.

## Geboren in Villeneuve-sur-Fère
- Paul Claudel (1868-1955), Frans schrijver